# جيل أدلر
جيل أدلر (بالإنجليزية: Jill Adler)‏ هي رياضياتية وأستاذة جامعية جنوب أفريقية، ولدت في 31 يناير 1952 في جوهانسبرغ في جنوب أفريقيا.